# Aubres
Aubres är en kommun i departementet Drôme i regionen Auvergne-Rhône-Alpes i sydöstra Frankrike. Kommunen ligger i kantonen Nyons som tillhör arrondissementet Nyons. År 2022 hade Aubres 422 invånare.

## Befolkningsutveckling
Antalet invånare i kommunen Aubres
Referens:INSEE